# Don Nicolás (mina)
El proyecto minero Don Nicolás se encuentra ubicado en cercanías de las localidades de Tres Cerros, Fitz Roy y Jaramillo, en el Departamento Deseado, Provincia de Santa Cruz, en la patagonia argentina. La ciudad más cercana es Comodoro Rivadavia, distante unos 280 km hacia el norte por la RN3.
El objetivo de la explotación se centra en una superficie de unas 3400 hectáreas, incluidas en un área total de concesiones de unas 26 000 hectáreas.
Hacia mitad del año 2014, el proyecto Don Nicolás fue adquirido en su totalidad por la empresa CIMINAS, de capitales argentinos, que hasta esa fecha compartía con Minera IRL la titularidad de los derechos de explotación del yacimiento.
El proyecto Don Nicolás inició su producción a fines del 2017.

## Geología y mineralización
El proyecto Don Nicolás está emplazado en el distrito geológico Macizo del Deseado, área con potencialidad para ser considerada WCD (world class district, distrito de clase mundial) por su comprobada mineralización de oro y plata.
Dentro de esta gran provincia geológica que abarca unos 75 000 km² se encuentran en operación importantes explotaciones mineras tales como Cerro Vanguardia, Manantial Espejo y San José, entre otras.
El Macizo del Deseado 

... ha sido considerado, desde el trabajo de 1962 del geólogo del Segemar Horacio Harrington, como un nesocratón. Un cratón o cratógeno … es una masa continental llegada a tal estado de rigidez en un lejano pasado geológico que, desde entonces, no ha sufrido fragmentaciones o deformaciones, .... Hace poco más de 200 millones de años, … la separación del supercontinente de Gondwana en los actuales continentes de África y América ocasionó el desarrollo de muchas erupciones fragmentarias en la región, generándose depósitos y yacimientos minerales de menos de un kilómetro de profundidad, que rellenaron venas del terreno, lugar de localización de los yacimientos de oro y plata de la provincia de Santa Cruz.

El proyecto Don Nicolás se basa en la explotación de dos grandes depósitos conocidos como La Paloma y Martinetas. Los resultados de los estudios realizados sobre estos campos de vetas fueron la base del informe de factibilidad elaborado en el año 2012.

## Explotación y reservas
El proyecto contempla la explotación a cielo abierto, (open pit) con procesamiento por lixiviación. 
El estudio de factibilidad elaborado en el año 2012 estableció para la totalidad del proyecto Don Nicolás:
| Corte de 1,6 g/ton | Recursos (Millones de ton.) | Ley (g/ton Au) | Ley (g/ton Ag) | Contenido aprox. (onzas Au) | Contenido aprox. (onzas Ag) |
| ------------------ | --------------------------- | -------------- | -------------- | --------------------------- | --------------------------- |
| Medidos indicados  | 1,8                         | 4,5            | 12,3           | 300 000                     | 700 000                     |
| Inferidos          | 0,7                         | 4,2            | 6,8            | 96 000                      | 155 000                     |

| Corte de 0,3 g/ton | Recursos (Millones de ton.) | Ley (g/ton Au) | Ley (g/ton Ag) | Contenido aprox. (onzas Au) | Contenido aprox. (onzas Ag) |
| ------------------ | --------------------------- | -------------- | -------------- | --------------------------- | --------------------------- |
| Medidos indicados  | 8,6                         | 1,7            | 5,5            | 470 000                     | 1 500 000                   |
| Inferidos          | 4,0                         | 1,3            | 3,9            | 165 000                     | 500 000                     |

En el año 2013, nuevos trabajos permitieron identificar en las zonas cercanas tres nuevos sistemas de vetas llamados Cecilia, Paula Andrea y Goleta, lo que permitió revaluar en alza el potencial del proyecto.
En el año 2014, luego de tareas de exploración dentro del prospecto Goleta, se encontró una nueva zona de vetas denominada Cangrejo, con gran potencial explotable.